# 한스외르크 쿤체
한스외르크 쿤체(독일어: Hansjörg Kunze, 1959년 12월 28일~)는 독일의 전직 육상 선수로 주 종목은 장거리 달리기이다. 동독 국가대표로 활동했으며 올림픽에 2회 참가하여 1988년 하계 올림픽 남자 5000m 종목 동메달을 획득했다. 또한 세계 선수권 대회에서 10000m 종목 동메달 2개를 획득했다.